# Dave Brock
David Anthony Brock (né le 20 août 1941 à Isleworth, dans le Middlesex) est un musicien britannique. Il est l'un des membres fondateurs du groupe de space rock Hawkwind, et le seul à en avoir toujours fait partie. Il chante et joue de l'harmonica, de la guitare (acoustique et électrique), de la basse et des synthétiseurs.

## Discographie solo
- 1984 : Earthed to the Ground
- 1987 : The Agents of Chaos
- 1995 : Strange Trips & Pipe Dreams
- 2001 : Memos and Demos
- 2007 : The Brock / Calvert Project (avec Robert Calvert)
- 2012 : Looking for Love in the Lost Land of Dreams